# 宮崎県道220号延岡停車場線
宮崎県道220号延岡停車場線（みやざきけんどう220ごう のべおかていしゃじょうせん）は、宮崎県延岡市を通る、かつて存在した一般県道（宮崎県道）である。

## 概要
JR九州日豊本線 延岡駅から宮崎県道16号稲葉崎平原線（国道10号旧道）を結んでいたが、稲葉崎平原線の経路が延岡西環状線経由へ変更、従来区間が延岡市道中川原愛宕線へ移管されることとなり、本路線の認定要件を満たさなくなるため、2023年3月31日付で廃止された。
なお、本路線廃止の要因となった稲葉崎平原線の経路変更は「岡富古川土地区画整理事業」の完成が前提条件であり、2023年度完了予定となっている。

### 路線データ
- 起点：延岡市幸町3丁目（日豊本線 延岡駅前）
- 終点：延岡市幸町3丁目（延岡駅前交差点、宮崎県道16号稲葉崎平原線交点）

## 歴史
- 1959年（昭和34年）6月1日 - 宮崎県告示第226号により路線認定される。当時の整理番号は35[5]。
- 2023年（令和5年）3月31日 - 宮崎県道16号稲葉崎平原線の経路変更を前提として[1]、本路線は宮崎県告示第248号により路線廃止[2]。